# Facundo Bertoglio
Pour les articles homonymes, voir Bertoglio.
Facundo Daniel Bertoglio est un footballeur international argentin, né le 30 juin 1990 à San José de la Esquina (Province de Santa Fe, Argentine). Il évolue au poste de milieu offensif dans le club kazakh d'Ordabasy Chymkent.

## Biographie

### En club
Formé au Club Atlético Colón de Santa Fe, Facundo y fait ses débuts professionnels en 2009. Après une seule saison complète, il est transféré au Dynamo Kiev en 2010 pour 5 millions d'euros, club où il ne s'impose pas.
En 2012, il est prêté au club brésilien du Grêmio Porto Alegre.
Le 22 juillet 2013, il rejoint ETG FC en prêt pour une saison.
Il devient ainsi le quatrième joueur du Dynamo Kiev à porter le maillot haut-savoyard en six mois après Betao, Milos Ninkovic au mercato d'hiver 2012-2013 et Andrés Escobar également prêté pour la saison 2013-2014.
Il est prêté au club argentin du Club Atletico Tigre en août 2014

### En sélection
Alors qu'il ne comptait qu'une seule saison en tant que professionnel, Diego Maradona lui offrit sa première (et unique) sélection le 5 mai 2010 contre Haïti.
Un match remporté 4-0 par son équipe au cours duquel il en profita pour inscrire un doublé.

## Statistiques
| Equipe              | Div.  | Saison  | Championnat | Championnat | Championnat | Championnat Gaucho | Championnat Gaucho | Championnat Gaucho | Coupe nationale | Coupe nationale | Coupe nationale | Coupe continentale | Coupe continentale | Coupe continentale | Total  | Total | Total  |
| Equipe              | Div.  | Saison  |             | Buts        | Passes      | Match              | Buts               | Passes             | Matchs          | Buts            | Passes          | Matchs             | Buts               | Passes             | Matchs | Buts  | Passes |
| Colón Argentine     | 1     | 2008-09 | 6           | 0           | 2           | -                  | -                  | -                  | -               | -               | -               | -                  | -                  | -                  | 6      | 0     | 2      |
| Colón Argentine     | 1     | 2009-10 | 36          | 4           | 7           | -                  | -                  | -                  | -               | -               | -               | 2                  | 1                  | 1                  | 38     | 5     | 8      |
| Colón Argentine     | Total | Total   | 42          | 4           | 9           | -                  | -                  | -                  | -               | -               | -               | 2                  | 1                  | 1                  | 44     | 5     | 10     |
| Dynamo Kiev Ukraine | 1     | 2010-11 | 4           | 0           | 1           | -                  | -                  | -                  | 1               | 0               | 0               | 1                  | 0                  | 0                  | 6      | 0     | 1      |
| Dynamo Kiev Ukraine | 1     | 2011-12 | 0           | 0           | 0           | -                  | -                  | -                  | -               | -               | -               | -                  | -                  | -                  | 0      | 0     | 0      |
| Dynamo Kiev Ukraine | Total | Total   | 4           | 0           | 1           | -                  | -                  | -                  | 1               | 0               | 0               | 1                  | 0                  | 0                  | 6      | 0     | 1      |
| Gremio Brésil       | 1     | 2012    | 1           | 0           | 0           | 7                  | 2                  | 3                  | 5               | 3               | 1               | -                  | -                  | -                  | 13     | 5     | 4      |
| Gremio Brésil       | 1     | 2013    | 0           | 0           | 0           | 6                  | 3                  | 1                  | -               | -               | -               | -                  | -                  | -                  | 6      | 3     | 1      |
| Gremio Brésil       | Total | Total   | 1           | 0           | 0           | 13                 | 5                  | 4                  | 5               | 3               | 1               | -                  | -                  | -                  | 19     | 8     | 5      |
| Évian France        | 1     | 2013-14 | 14          | 0           | 0           | -                  | -                  | -                  | 2               | 0               | 0               | -                  | -                  | -                  | 16     | 0     | 0      |
| Évian France        | Total | Total   | 14          | 0           | 0           | -                  | -                  | -                  | 2               | 0               | 0               | -                  | -                  | -                  | 16     | 0     | 0      |
| Total               | Total | Total   | 61          | 4           | 10          | 13                 | 5                  | 4                  | 8               | 3               | 1               | 3                  | 1                  | 1                  | 85     | 13    | 16     |

## Palmarès
- Championnat de Chypre : 2017